# Oscar TuttoBici
L'Oscar TuttoBici est une série de récompenses attribuées chaque année depuis 1995 aux meilleurs cyclistes sur route italiens de l'année, dans différentes catégories d'âge. Il est décerné par le magazine spécialisé Tutto Bici.
L'Oscar est attribué pour la première fois en 1995 pour récompenser le meilleur junior de la saison (moins de 19 ans). En 1996, un Oscar est décerné également aux catégories élites (hommes et femmes), moins de 23 ans (hommes) et juniors (hommes et femmes). Depuis 1997, d'autres prix sont attribués aux débutants de première et deuxième année, aux coureurs amateurs et aux étudiants.
Le trophée est une statuette similaire à celle attribuée lors des Oscars du cinéma, avec le logo du magazine Tutto Bici.

## Palmarès
| Année | Professionnels       | Moins de 23 ans hommes | Juniors hommes    | Élites femmes          | Juniors femmes           |
| ----- | -------------------- | ---------------------- | ----------------- | ---------------------- | ------------------------ |
| 1995  | Non-décerné          | Non-décerné            | Valentino China   | Non-décerné            | Non-décerné              |
| 1996  | Michele Bartoli      | Roberto Sgambelluri    | Claudio Astolfi   | Alessandra Cappellotto | Alessandra D'Ettorre     |
| 1997  | Michele Bartoli      | Fabio Malberti         | Crescenzo D'Amore | Antonella Bellutti     | Samantha Loschi          |
| 1998  | Michele Bartoli      | Ivan Basso             | Filippo Pozzato   | Fabiana Luperini       | Simona Sagramoni         |
| 1999  | Davide Rebellin      | Luca Paolini           | Damiano Cunego    | Sara Felloni           | Noemi Cantele            |
| 2000  | Francesco Casagrande | Yaroslav Popovych      | Antonio Bucciero  | Fabiana Luperini       | Anna Gusmini             |
| 2001  | Davide Rebellin      | Yaroslav Popovych      | Andrea Luppino    | Fabiana Luperini       | Giorgia Bronzini         |
| 2002  | Paolo Bettini        | Mikhail Timochine      | Vincenzo Nibali   | Fabiana Luperini       | Daniela Fusar Poli       |
| 2003  | Paolo Bettini        | Sergueï Lagoutine      | Valerio Agnoli    | Fabiana Luperini       | Laura Bozzolo            |
| 2004  | Damiano Cunego       | Giovanni Visconti      | Eros Capecchi     | Tatiana Guderzo        | Marta Bastianelli        |
| 2005  | Danilo Di Luca       | Luigi Sestili          | Jacopo Guarnieri  | Giorgia Bronzini       | Marta Bastianelli        |
| 2006  | Alessandro Ballan    | Francesco Gavazzi      | Diego Ulissi      | Fabiana Luperini       | Marina Romoli            |
| 2007  | Davide Rebellin      | Simone Ponzi           | Diego Ulissi      | Giorgia Bronzini       | Gloria Presti            |
| 2008  | Davide Rebellin      | Adriano Malori         | Fabio Felline     | Fabiana Luperini       | Rossella Callovi         |
| 2009  | Damiano Cunego       | Gianluca Brambilla     | Luca Wackermann   | Noemi Cantele          | Rossella Callovi         |
| 2010  | Vincenzo Nibali      | Enrico Battaglin       | Paolo Simion      | Giorgia Bronzini       | Rossella Ratto           |
| 2011  | Michele Scarponi     | Fabio Aru              | Valerio Conti     | Giorgia Bronzini       | Rossella Ratto           |
| 2012  | Vincenzo Nibali      | Fabio Aru              | Umberto Orsini    | Giorgia Bronzini       | Anna Zita Maria Stricker |
| 2013  | Vincenzo Nibali      | Davide Villella        | Simone Velasco    | Giorgia Bronzini       | Arianna Fidanza          |
| 2014  | Vincenzo Nibali      | Simone Andreetta       | Edoardo Affini    | Giorgia Bronzini       | Sofia Bertizzolo         |
| 2015  | Fabio Aru            | Gianni Moscon          | Daniel Savini     | Elisa Longo Borghini   | Sofia Bertizzolo         |
| 2016  | Diego Ulissi         | Edward Ravasi          | Alessandro Covi   | Elisa Longo Borghini   | Elisa Balsamo            |
| 2017  | Vincenzo Nibali      | Aleksandr Riabushenko  | Michele Gazzoli   | Elisa Longo Borghini   | Letizia Paternoster      |
| 2018  | Elia Viviani         | Andrea Bagioli         | Andrea Piccolo    | Marta Bastianelli      | Vittoria Guazzini        |
| 2019  | Elia Viviani         | Giovanni Aleotti       | Andrea Piccolo    | Marta Bastianelli      | Sofia Collinelli         |
| 2020  | Diego Ulissi         | Giovanni Aleotti       | Andrea Montoli    | Elisa Longo Borghini   | Francesca Barale         |
| 2021  | Sonny Colbrelli      | Filippo Baroncini      | Manuel Oioli      | Elisa Longo Borghini   | Francesca Barale         |
| 2022  | Matteo Trentin       | Nicolò Buratti         | Matteo Scalco     | Elisa Longo Borghini   | Eleonora Ciabocco        |
| 2023  | Filippo Ganna        | Giosuè Epis            | Simone Gualdi     | Silvia Persico         | Federica Venturelli      |
| 2024  | Jonathan Milan       | Edoardo Zamperini      | Lorenzo Finn      | Elisa Longo Borghini   | Chantal Pegolo           |